# Gheorghe Constantin
Gheorghe Constantin   (Bucarest, 14 de desembre de 1932 - Bucarest, 9 de març de 2010) és un exfutbolista romanès de les dècades de 1950 i 1960.
Fou 39 cops internacional amb la selecció romanesa amb la qual participà en els Jocs Olímpics d'Estiu de 1964.
Pel que fa a clubs, defensà els colors de CFR Iaşi, Steaua Bucureşti i Kayserispor.
També ha estat un destacat entrenador.